# Кашмирски језик
Кашмирски језик или кашмири (кашмирски: کٲشُر - कॉशुर - 𑆑𑆳𑆯𑆶𑆫𑇀) припада индоаријевској грани индоевропских језика. Првенствено је у употреби у долини Кашмир, региону подељеном између Пакистана и Индије. 
Кашмирски језик се записује модификованим персијско-арапским писмом. У Индији се некада пише деванагари писмом. Први литерарни текстови на кашмирском су песме из 14. века, песникиње Лалешвари. 
Данас је кашмирски језик углавном говорни језик. Званични језик Кашмира је Урду језик. Последњих деценија покушало се са увођењем кашмирског у школе у овој долини. Постоји само један он-лајн магазин на овом језику.